# Kristnes
Kristnes é uma localidade na Islândia, com uma população de cerca de 43 habitantes em 2020.